# Neopalpa
Neopalpa este un gen de molii din familia Gelechiidae. Acestea se găsesc în California, Arizona și nordul Mexicului. Neopalpa este clasificată în trib Gnorimoschemini și este strâns înrudită cu genurile Ochrodia și Ephysteris.

## Specii
Genul cuprinde următoarele două specii:
- Neopalpa donaldtrumpi[1]
- Neopalpa neonata[2][3]

## Legături externe
Materiale media legate de Neopalpa la Wikimedia Commons